# PZU Polfa Pabianice
Le PZU Polfa Pabianice est un club polonais féminin de basket-ball appartenant à la PLKK, soit le plus haut niveau du championnat polonais. Le club est basé dans la ville de Pabianice.

## Palmarès
- Champion de Pologne : 1989, 1990, 1991, 1992
- Vice-Champion de Pologne :  1988, 1993, 1994, 2000, 2001, 2002

## Entraîneurs successifs
- Depuis ? : Tomasz Herkt